# Hammarland
Hammarland (fiń. Hammarlanti) – miasto na Wyspach Alandzkich (autonomiczna część Finlandii). Według danych szacunkowych na rok 2016 liczy 1508 mieszkańców.

## Demografia
- Wykres liczby ludności Hammarland na przestrzeni ostatnich stu lat

źródło: 